# Ugolnaja (stacja kolejowa)
Ugolnaja (ros. Угольная) – węzłowa stacja kolejowa na linii Kolei Transsyberyjskiej z Biry przez Chabarowsk do Władywostoku. Znajduje się na półwyspie Murawiowa-Amurskiego we wsi Trudowoje w Kraju Nadmorskim w Dalekowschodnim Okręgu Federalnym. Uruchomiona w 1893 roku.
Na stacji rozpoczyna się również linia kolejowa Ugolnaja – Mys Astafjewa do Nachodki.